# Chiesa di San Martino Vescovo (Palestro)
La chiesa di San Martino Vescovo è la parrocchiale di Palestro, in provincia di Pavia ed arcidiocesi di Vercelli; fa parte del vicariato di Robbio.

## Storia
La prima chiesa di Palestro fu costruita nel 1006. Si sa che, tra i secoli XIV e XV l'edificio venne riedificato. 
L'attuale parrocchiale è frutto di un rifacimento in stile barocco condotto tra il 1560 ed il 1570; nel 1884 diversi lavori di restauro eseguiti su progetto del vercellese Giuseppe Locarni le conferirono l'attuale aspetto neogotico.

## Interno
La chiesa, a tre navate, si presenta in stile neogotico. Opere di pregio custodite al suo interno sono diversi affreschi, i cui soggetti sono lo Sposalizio mistico di Santa Caterina alla presenza di una Santa, la Madonna con San Giovanni Battista e alcune figure incappucciate, una Santa con un cesto nella mano, la Morte di San Martino Vescovo, eseguito nel 1906 da Luigi Morgari, e la Beata Vergine Maria assieme ad alcuni Santi, dipinto da Giuseppe Giovanone il Giovane. Un tempo esistevano anche degli affreschi delle storie di San Giovanni Battista, oggi non più visibili.